# Kedjesjön
Kedjesjön är en sjö i Alingsås kommun i Västergötland och ingår i Göta älvs huvudavrinningsområde. Sjön är 4,8 meter djup, har en yta på 0,003 kvadratkilometer och är belägen 120 meter över havet.